# Кан Юн Мі
Кан Юн Мі (кор. 강윤미) — південнокорейська ковзанярка, спеціалістка з бігу на короткій доріжці, олімпійська чемпіонка,  триразова чемпіонка світу, призерка чемпіонатів світу, чемпіонка Універсіади. 
Золоту олімпійську медаль та звання олімпійської чемпіонки Кан виборола разом із подругами з корейської збірної на Олімпіаді 2006 року  в Турині  в естафетній гонці на 3000 метрів.

## Зовнішні посилання
- Досьє на sports-reference.com [Архівовано 12 липня 2010 у Wayback Machine.]

## Виноски
1. ↑  Torino 2006 Official Report - Short Track Speed Skating (PDF). Torino Organizing Committee. LA84 Foundation. March 2009. Архів оригіналу (PDF) за 12 червня 2012. Процитовано 24 травня 2009.